# Governo Depretis I
Il Governo Depretis I è stato il quindicesimo esecutivo del Regno d'Italia, il primo guidato da Agostino Depretis. 
Esso, nato in seguito alle dimissioni del governo precedente, è stato in carica dal 25 marzo 1876 al 26 dicembre 1877 (sebbene già dimissionario dal 16 dicembre), per un totale di 640 giorni, ovvero 1 anno e 9 mesi.
Durante questo governo, furono fissate ed aggiornate tramite Regio decreto (R.D. 25 agosto 1876, n. 3289) le attribuzioni spettanti al Consiglio dei ministri (già in parte riprese dalle disposizioni del R.D. 21 dicembre 1850 n. 1122, Art. 11 del Regno di Sardegna, durante il Governo d'Azeglio I), rendendo di fatto la figura del Presidente del Consiglio in parte più di rilievo rispetto a com’era stato fino a quel momento, sebbene ancora senza una costituzione autonoma, ma solo di prassi e basata su consuetudini e norme ordinarie conferenti specifiche prerogative.

## Compagine di governo

### Appartenenza politica
| Partito | Partito          | Presidente | Ministri | Totale |
| ------- | ---------------- | ---------- | -------- | ------ |
|         | Sinistra storica | 1          | 9        | 10     |

### Situazione parlamentare
NOTA: Ai tempi del Regno d'Italia, poiché secondo lo Statuto Albertino il governo rispondeva nei fatti al solo Re, la fiducia parlamentare in senso moderno non era obbligatoria (ed in tal senso vari sono stati i casi di formazione di un governo palesemente privo di tale supporto). La prassi di determinare la sopravvivenza dell’esecutivo in base al supporto parlamentare, dunque, si è andata sviluppando solo successivamente, specie con l’ascesa dei partiti di massa e con l’introduzione del sistema proporzionale, in tempi molto più tardi rispetto all’unità, ed ufficialmente solo con la Costituzione della Repubblica Italiana. Per questo motivo, il grafico sottostante espone, secondo ricostruzioni e dichiarazioni, nonché secondo la composizione del governo, l’eventuale supporto che questo avrebbe o ha ottenuto.
Fino al 20 novembre 1876 (XII legislatura):
| Camera              | Collocazione | Partiti                | Seggi     |
| ------------------- | ------------ | ---------------------- | --------- |
| Camera dei deputati | Maggioranza  | DEM (232), PLC-D. (34) | 266 / 508 |
| Camera dei deputati | Opposizione  | PLC (242)              | 242 / 508 |

Dal 20 novembre 1876 (XIII legislatura):
| Camera              | Collocazione | Partiti   | Seggi     |
| ------------------- | ------------ | --------- | --------- |
| Camera dei deputati | Maggioranza  | DEM (414) | 414 / 508 |
| Camera dei deputati | Opposizione  | PLC (94)  | 94 / 508  |

## Composizione
| Carica                                | Titolare                                                               | Titolare                              | Titolare                                                          |
| Presidenza del Consiglio dei ministri | Presidenza del Consiglio dei ministri                                  | Presidenza del Consiglio dei ministri | Presidenza del Consiglio dei ministri                             |
| ------------------------------------- | ---------------------------------------------------------------------- | ------------------------------------- | ----------------------------------------------------------------- |
| Presidente del Consiglio dei ministri |                                                                        |                                       | Agostino Depretis (Sinistra storica)                              |
| Ministero                             | Ministri                                                               | Ministri                              | Ministri                                                          |
| Affari Esteri                         |                                                                        |                                       | Luigi Melegari (Sinistra storica)                                 |
| Agricoltura, Industria e Commercio    |                                                                        |                                       | Salvatore Majorana Calatabiano (Sinistra storica)                 |
| Lavori Pubblici                       |                                                                        |                                       | Giuseppe Zanardelli (Sinistra storica) (fino al 14 novembre 1877) |
| Lavori Pubblici                       | Agostino Depretis (Sinistra storica) Ad interim (dal 14 novembre 1877) |                                       |                                                                   |
| Interno                               |                                                                        |                                       | Giovanni Nicotera (Sinistra storica)                              |
| Pubblica Istruzione                   |                                                                        |                                       | Michele Coppino (Sinistra storica)                                |
| Guerra                                |                                                                        |                                       | Luigi Mezzacapo (Sinistra storica)                                |
| Marina                                |                                                                        |                                       | Benedetto Brin (Indipendente)                                     |
| Finanze                               |                                                                        |                                       | Agostino Depretis (Sinistra storica)                              |
| Grazia e Giustizia e Culti            |                                                                        |                                       | Pasquale Stanislao Mancini (Sinistra storica)                     |

## Cronologia

### 1876
- 25 marzo - Il Governo giura dinnanzi al Re.
- 3 ottobre - È sciolta la Camera dei Deputati e convocati gli elettori per il 5 e 12 novembre; e il nuovo Parlamento per il 20 novembre.
- 5-12 novembre: Si svolgono le elezioni politiche: il governo, pur non dimessosi, vede ridursi la sua base di supporto, avendo la Sinistra storica sì ottenuto ben oltre la maggioranza dei seggi (406) e la maggioranza assoluta, ma perdendo vari seggi.

### 1877
- 15 luglio - È approvata la Legge Coppino: Essa portava a cinque anni le classi della scuola elementare, che rendeva gratuita, ma soprattutto elevava l'obbligo scolastico a tre anni, introducendo inoltre sanzioni per chi lo disattendeva (le sanzioni non erano previste nella precedente legge Casati), redistribuendo i guadagni, in seguito ad alcune iniquità, in materiale scolastico per i più poveri. Si attuarono altresì altre disposizioni già previste da Gabrio Casati anni prima, ma la legge ebbe anche alcune sezioni inattuate a causa di difficoltà tecnico-economiche.
- 14 dicembre - In seguito alla discussione del bilancio dei lavori pubblici alla Camera dei deputati, venne presentato un ordine del giorno per spingere il governo ad approvare una legge sul servizio telegrafico dopo alcune lamentele sulla mancanza di segretezza da parte dell’on. Parenzo. Essendo risultato approvato con 356 favorevoli, 184 contrari e 10 astenuti, e non reputando il Presidente del Consiglio soddisfacente questa votazione (già discordando su ciò, ed altre materie, con il ministro Giovanni Nicotera), il governo si dimise, ma Depretis venne reincaricato dal Re di formare un nuovo esecutivo.
- 26 dicembre - Con il giuramento del nuovo esecutivo, termina ufficialmente l’esperienza di governo.